# Passiflora bracteosa
Passiflora bracteosa là một loài thực vật có hoa trong họ Lạc tiên. Loài này được Planch. & Linden ex Triana & Planch. mô tả khoa học đầu tiên năm 1873.